# Lite som du
Lite som du är en svensk dramakomediserie som sändes på SVT 2005–2006. Manuset är skrivet av Cilla Jackert och Erik Ahrnbom. Titellåten med samma namn blev populär och finns utgiven på CD, den är skriven av Tobias Karlsson och framförs av Shirley Clamp och Robert Jelinek. 

## Handling
Kicki har precis börjat jobba i vitvarubutiken där Niklas jobbar. Det enda de har gemensamt är att de båda vill ha tillbaka sina respektive före detta partners.

## Rollista i urval
- Bengt Nilsson - Niklas Sundin
- Magdalena In de Betou - Kicki Kjellson
- Melanie Mohlkert - Jackie Kjellson, Kickis tonårsdotter
- Morgan Alling - Tommy Boman, Niklas svåger
- Ann-Charlotte Franzén - Annika Boman, Niklas syster
- Kenneth Hedin - Calle Boman, Tommys son
- Embla Hjulström - Emma, Tommys dotter
- Magnus Härenstam, Ralf Sundin, Niklas pappa
- Fredric Thurfjell - Olsson, kollega och barndomsvän
- Sanna Krepper - Pernilla Mattsson, Niklas förra flickvän
- Per Morberg - Olle Flodin, Kickis före detta
- Sten Ljunggren - Lars-Åke Kjellson, Kickis pappa
- Andreas La Chenardiere - Petter, Pernillas nya kille
- Eva Dahlman - Nina, Olles nya sambo
- Carina Jingrot - Sofia
- Lena-Pia Bernhardsson - Yvonne
- Claes Hartelius - "Bokslusken"
- Anki Larsson - Terapeut
- Sofia Bach - Kronofogde (ett avsnitt)
- Linus Törneberg - Hodder, praktikant (ett avsnitt)

## Niklas
Niklas är 37 år gammal och jobbar i en vitvarubutik. Han gillar ordning och reda och brukar repa med sitt synthband, i butikens förråd efter stängning, tillsammans med kollegan och barndomskompisen Olsson (Fredric Thurfjell). Med jämna mellanrum så går han på ett gympapass på Friskis&Svettis. Egentligen är Niklas en helt vanlig hypokondrisk man som har väldigt svårt att säga ifrån, vilket ogillas av hans före detta fästmö Pernilla (Sanna Krepper). Utan förvarning så byter hon ut Niklas mot en yngre och coolare kille, vilket gör att Niklas bestämmer sig för att ändra sitt liv och bli en livsbejakande och spontan man.

## Kicki
Kicki är 37 år gammal och har bestämt sig för att gå tillbaka till sin före detta man Olle (Per Morberg). De har brutit upp fler gånger, men den här gången har Olle träffat en ny. Kicki är inte helt ensam, då hon har sin fjortonåriga dotter Jackie (Melanie Mohlkert). Nu ska Kicki ändra sitt liv från att leva i ett impulsivt kaos till att bli en harmonisk Ameliamamma.
Det som kännetecknar Kicki är att hon är energisk, beslutsam och även lite ogenomtänkt. Hon är ofta sen till olika möten och till jobbet (vitvaruhandeln), är lika ofta stressad och är alltid rastlös. Glömmer ofta saker och påbörjar ständigt nya saker utan avsluta något. Precis som dottern så smygröker hon.